# KNIL-kampement (Balikpapan)
Het KNIL-kampement ook bekend als Nieuwe Benteng of Sentosa in Balikpapan op het eiland Borneo, fungeerde tijdens de Japanse bezetting van Nederlands-Indië in de periode van 18 januari 1943 tot 19 december 1944 als interneringskamp. De krijgsgevangenen werden ondergebracht in het bestaande KNIL-kampement aan de oostzijde van de stad.